# Ngaruroro
Le fleuve Ngaruroro (en anglais : Ngaruroro River) est un cours d’eau localisé dans l’est de l’Île du Nord de la Nouvelle-Zélande.

## Géographie
Elle s’écoule sur une distance totale de 164 km vers le sud-est en partant de la chaîne Kaweka et de la chaîne Ruahine pour se diriger vers l’est avant de se déverser dans la baie de Hawke's Bay grossièrement à mi-chemin entre les villes de Napier et Hastings, près de la ville de Clive. Son bassin de drainage est de 2 000 km2 en amont de sa convergence avec le fleuve Tutaekuri. La rivière est principalement un chenal d’une seule traite jusqu’à Whanawhana à 45 km de la côte, s’écoulant à travers des gorges faites de roches de type grauwacke. En dessous de Whanawhana, la rivière s’ouvre en une large rivière en tresses qui s’étale dans la plaine alluviale.
La rivière Ngaruroro partage son embouchure avec les fleuves Tutaekuri, Clive et Muddy Creek. La rencontre de ces rivières forme l’estuaire de Waitangi.

## Hydrologie
La rivière Ngaruroro est une des multiples rivières qui participent à la constitution de la plaine alluviale de Heretaunga à l'extrémité sud de la côte de Hawke Bay. Le cours de la rivière Ngaruroro a changé à plusieurs reprises, initialement elle s’écoulait dans ce qui est maintenant le cours du fleuve Clive. Il a changé énormément par rapport à son cours actuel en particulier en 1867 durant une inondation majeure. En 1969, les quatre kilomètres de la fin de la rivière ont été déroutés plus directement vers la côte (à proximité de la route de Pakowhai) dans le but de réduire les inondations. Les rivières Karamu et Clive restent des cours d’eau distincts et drainent un bassin plus petit.
Environ 40 % du bassin de drainage de la rivière Ngaruroro est formé de prairies et 55 % de forêts primaires.
Le cours supérieur de la rivière Ngaruroro draine le secteur du parc forestier de Kaweka (en) et est utilisé pour la pêche à la truite, essentiellement de la truite arc-en-ciel, le rafting, la randonnée et la chasse au cerf.
La rivière Ngaruroro recharge en eau douce l’aquifère souterrain de Heretaunga, de l’ordre de 4 mètres cubes par seconde. Cet aquifère alimente plusieurs torrents du secteur (e.g. Raupare, Irongate), en plus des pompages nécessaires pour les vergers étendus de la Plaine d’Heretaunga. De plus, l’aquifère se déverse dans la mer par une chute d’eau sous-marine à quelque 20 km au-delà de la côte.